# 碱性氧化物
碱性氧化物指可以与酸反应只生成盐和水的氧化物。
例如：
- 氧化钠与水反应生成氢氧化钠；

{\displaystyle {\ce {Na2O +H2O->2NaOH}}}
- 氧化镁与水反应生成氢氧化镁；

{\displaystyle {\ce {MgO +H2O->Mg(OH)2}}}
- 氧化铜与硝酸反应，生成硝酸铜和水：

{\displaystyle {\ce {CuO +2HNO3->Cu(NO3)2 +H2O}}}
碱性氧化物几乎都是金属氧化物。金属氧化物一般为碱性氧化物，但有例外，比如七氧化二锰和三氧化铬。